# Okostojás (játék)
Az Okostojás, angolul Smartegg egy logikai játék, amelyben egy fapálcát kell egy labirintuson átvezetni. A fából készült tojásforma egy többrétegű, háromdimenziós labirintus rendszer. A rétegek axiális és radiális irányban is mozoghatnak. A pálca a rétegekbe vágott járatokban tud mozogni, a két végén lévő dudorok azonban csak néhány helyen férnek át a rétegeken. A bonyolultabb változatokban több egymásba ágyazott héjszerkezet is van, vagy a réteg egy része elforgatható. A játékot Zagyvai András építész találta fel 2007-ben. Játékával 2012-ben Washingtonban elnyerte az International Puzzle Party (IPP) verseny legnagyobb elismerését, a játéktervező verseny (Nob Yoshigahara Puzzle Design Competition) nagydíját.